# Chlum (zámek, Hartmanice)
Chlum je zámek v Horním Chlumu u Hartmanic v okrese Klatovy. Založen byl v první polovině osmnáctého století. Od roku 1964 je chráněn jako kulturní památka.

## Historie
Chlumský zámek nechal postavit Jan Antonín Vidršpergár z Vidršpergu v první polovině osmnáctého století. První písemná zmínka o zámku pochází z roku 1757. Byl postaven na pozemcích bývalých selských gruntů, které se nepodařilo dosídlit poddanými po třicetileté válce. V uvedeném roce ke statku patřil poplužní dvůr, mlýn s jedním kolem a pilou a tři poddaní.
Dalším majitelem statku byl rytíř Václav Vidršpergár, kterému patřil ještě v roce 1794. Po něm se majiteli stali Josef Václav a Marie z Ottenfeldu, kteří zámek roku 1806 prodali Janu Ferdinandovi a Marii Anně ze Steinsdorfu. Jim patřil do roku 1817, kdy statek získali Josef a Anna Spirkovi z Chamutic. Roku 1836 byl chamutický statek údajně rozdělen tak, že Chlum připadl Vítovi a Marii Spirkovým. V roce 1840 byl Chlum uveden znovu jako součást chamutického velkostatku.
Novým majitelem velkostatku se roku 1864 stal Václav Prokop, který jej koupil ve veřejné dražbě za devatenáct tisíc zlatých. Další zmínka o zámku je až z roku 1906, kdy patřil Zdeňku Schönbornovi, po kterém jej v roce 1923 převzala sestra Terezie Schönbornová a roku 1940 zámek zdědila Terezina dcera Kristýna Benigniová. Jí zámek patřil až do roku 1945.

## Stavební podoba
K památkově chráněnému areálu patří zámek, chlévy s čeledníkem a lednicí a neudržovaný park, ve kterém roste pajedlovec čínský. Zámek má obdélníkový půdorys a mansardovou střechu krytou bobrovkami s polovalbami ve zděných štítech. Hlavní průčelí má sedm okenních os, zatímco kratší strany mají jen tři osy. Špaletová okna mají štukové šambrány s vystupujícím klenákem. Fasády člení nárožní lizény, korunní a kordonová římsa. Hlavní vstup se nachází uprostřed západního průčelí. Tvoří ho kamenný pravoúhlý portál. Na opačné straně budovy se nachází pavlač. Přízemní místnosti jsou zaklenuté plackovými klenbami. Stejný typ kleneb je použit v chodbách, kde jednotlivá pole kleneb oddělují pasy. Místnosti v prvním patře mají ploché dřevěné stropy. Součástí budovy je kaple svatého Karla Boromejského.
Budova chlévů s čeledníkem má půdorys písmene L, z něhož vystupují směrem do nádvoří dva boční rizality. V západní části se nachází valeně klenutý chlév a na východní straně čeledník s valenou klenbou v přízemí a patrem osvětlovaným třemi okny. Lednice se stěnami silnými tři metry je v severní části budoby.